# バーレカンプ–ウェルチアルゴリズム
バーレカンプ–ウェルチアルゴリズム, または ウェルチ–バーレカンプアルゴリズムは，エルウィン・バーレカンプと Lloyd R. Welch から命名された復号アルゴリズムで，メッセージ {\displaystyle m_{1},\cdots ,m_{k}} を多項式 {\displaystyle F(a_{i})} の係数として使用するか，ラグランジュ補間に用いるかの何れかによって {\displaystyle a_{1},\cdots ,a_{k}} を入力とする {\displaystyle k} 次未満の多項式 {\displaystyle F(a_{i})} を生成し，次に {\displaystyle F(a_{i})} に {\displaystyle a_{k+1},\cdots ,a_{n}} を代入して符号語 {\displaystyle c_{1},\cdots ,c_{n}} を生成するという，元来のリード・ソロモン符号における誤り訂正において効果的である。
復号アルゴリズムの目的は，分かっている入力 {\displaystyle a_{1},\cdots ,a_{n}} と，誤りを含む可能性のある受信した符号語 {\displaystyle b_{1},\cdots ,b_{n}} を用いて，もともとの符号化多項式 {\displaystyle F(a_{i})} を復元することである。また，{\displaystyle a_{i}} に対応する符号語に誤りがあると {\displaystyle E(a_{i})=0} となるような多項式 {\displaystyle E(a_{i})} も算出する (後述)。

## タネとなる方程式
誤りが {\displaystyle e} 個含まれるとすると，{\displaystyle 1} 以上 {\displaystyle n} 以下のすべての自然数 {\displaystyle i} について以下の方程式
{\displaystyle b_{i}E(a_{i})=E(a_{i})F(a_{i})}
が成り立つ，という {\displaystyle n} 元連立方程式が主人公である。ここで {\displaystyle E} は，{\displaystyle b_{i}\neq F\left(a_{i}\right)} である (つまり誤りがある) ような {\displaystyle e} 通りの場合に {\displaystyle E\left(a_{i}\right)=0} となり (つまり {\displaystyle a_{i}} は {\displaystyle E} の根になる)，それ以外の {\displaystyle n-e} 通りの場合 (すなわち誤りがなく，{\displaystyle b_{i}=F\left(a_{i}\right)} であるような場合) に {\displaystyle E\left(a_{i}\right)\neq 0} となる {\displaystyle e} 次多項式とし，その {\displaystyle j} 次の係数を {\displaystyle e_{j}} とする (すなわち，{\displaystyle E\left(a_{i}\right)=\sum _{0\leq j\leq e}e_{j}a_{i}^{j}})。この {\displaystyle n} 元連立方程式を直接解くことはできないが，関数 {\displaystyle Q} を
{\displaystyle Q(a_{i}):=E(a_{i})F(a_{i})}
と定義し，{\displaystyle E} がモニックである (つまり {\displaystyle e_{e}=1}) という制約を付加すると，結果的に連立方程式が {\displaystyle 1} 次方程式によって解けるようになる。
{\displaystyle b_{i}E(a_{i})=Q(a_{i})}
{\displaystyle b_{i}E(a_{i})-Q(a_{i})=0}
{\displaystyle b_{i}(e_{0}+e_{1}a_{i}+e_{2}a_{i}^{2}+\cdots +e_{e}a_{i}^{e})-(q_{0}+q_{1}a_{i}+q_{2}a_{i}^{2}+\cdots +q_{q}a_{i}^{q})=0}
ここで {\displaystyle q=n-e-1} である。また，制約により {\displaystyle e_{e}=1} であるから，方程式は以下のようにできる。
{\displaystyle b_{i}(e_{0}+e_{1}a_{i}+e_{2}a_{i}^{2}+\cdots +e_{e-1}a_{i}^{e-1})-(q_{0}+q_{1}a_{i}+q_{2}a_{i}^{2}+\cdots +q_{q}a_{i}^{q})=-b_{i}a_{i}^{e}}
これは線型代数によって，計算量 {\displaystyle O(n^{3})} で解決できる連立方程式である。
このアルゴリズムは，誤りの最大数を {\displaystyle e=\left\lfloor {\frac {n-k}{2}}\right\rfloor }と仮定し，これに基づいて処理を開始する。もし冗長性が原因で方程式が解けない (すなわち同じ式が重複している) のであれば {\displaystyle e} を {\displaystyle 1} 減らし，以後方程式が解けるようになる，または {\displaystyle e} が {\displaystyle 0} に達する (これは誤りが {\displaystyle 1} つも含まれないというたいへんめでたい状況を意味する) までこの処理を繰り返す。もし {\displaystyle Q} が {\displaystyle E} で割り切れるのであれば，{\displaystyle F={\frac {Q}{E}}} であり，{\displaystyle E\left(a_{i}\right)=0} となる {\displaystyle a_{i}} について符号語 {\displaystyle F\left(a_{i}\right)} を計算し，元の符号語を修復する。また，{\displaystyle Q} を {\displaystyle E} で割って {\displaystyle 0} でない余りが生じるのであれば，それは修復不能な誤りが検出されたということである。

## 例
ガロア体 GF{\displaystyle \left(7\right)} に定義されるリード・ソロモン符号 RS{\displaystyle \left(7,3\right)} を考える。添字 {\displaystyle i} に対応する入力値を {\displaystyle a_{i}:=i-1} とし，送信したいメッセージが {\displaystyle \left\{1,6,3\right\}} であるとする。ラグランジュ補間により，符号化多項式は {\displaystyle F\left(x\right)=3x^{2}+2x+1} であり，{\displaystyle a_{4}=3} から {\displaystyle a_{7}=6} を代入して符号語 {\displaystyle c_{i}=\left\{1,6,3,6,1,2,2\right\}} を得る。ところが残念ながら {\displaystyle c_{2}} と {\displaystyle c_{5}} で誤りが起こってしまい，符号語 {\displaystyle b_{i}=\left\{1,5,3,6,3,2,2\right\}} を受信したとする。{\displaystyle e=2} から始めて上の {\displaystyle 1} 次方程式を解く。
{\displaystyle {\begin{bmatrix}b_{1}&b_{1}a_{1}&-1&-a_{1}&-a_{1}^{2}&-a_{1}^{3}&-a_{1}^{4}\\b_{2}&b_{2}a_{2}&-1&-a_{2}&-a_{2}^{2}&-a_{2}^{3}&-a_{2}^{4}\\b_{3}&b_{3}a_{3}&-1&-a_{3}&-a_{3}^{2}&-a_{3}^{3}&-a_{3}^{4}\\b_{4}&b_{4}a_{4}&-1&-a_{4}&-a_{4}^{2}&-a_{4}^{3}&-a_{4}^{4}\\b_{5}&b_{5}a_{5}&-1&-a_{5}&-a_{5}^{2}&-a_{5}^{3}&-a_{5}^{4}\\b_{6}&b_{6}a_{6}&-1&-a_{6}&-a_{6}^{2}&-a_{6}^{3}&-a_{6}^{4}\\b_{7}&b_{7}a_{7}&-1&-a_{7}&-a_{7}^{2}&-a_{7}^{3}&-a_{7}^{4}\\\end{bmatrix}}{\begin{bmatrix}e_{0}\\e_{1}\\q_{0}\\q_{1}\\q_{2}\\q_{3}\\q_{4}\\\end{bmatrix}}={\begin{bmatrix}-b_{1}a_{1}^{2}\\-b_{2}a_{2}^{2}\\-b_{3}a_{3}^{2}\\-b_{4}a_{4}^{2}\\-b_{5}a_{5}^{2}\\-b_{6}a_{6}^{2}\\-b_{7}a_{7}^{2}\\\end{bmatrix}}}
{\displaystyle {\begin{bmatrix}1&0&6&0&0&0&0\\5&5&6&6&6&6&6\\3&6&6&5&3&6&5\\6&4&6&4&5&1&3\\3&5&6&3&5&6&3\\2&3&6&2&3&1&5\\2&5&6&1&6&1&6\\\end{bmatrix}}{\begin{bmatrix}e_{0}\\e_{1}\\q_{0}\\q_{1}\\q_{2}\\q_{3}\\q_{4}\\\end{bmatrix}}={\begin{bmatrix}0\\2\\2\\2\\1\\6\\5\\\end{bmatrix}}}
{\displaystyle {\begin{bmatrix}1&0&0&0&0&0&0\\0&1&0&0&0&0&0\\0&0&1&0&0&0&0\\0&0&0&1&0&0&0\\0&0&0&0&1&0&0\\0&0&0&0&0&1&0\\0&0&0&0&0&0&1\\\end{bmatrix}}{\begin{bmatrix}e_{0}\\e_{1}\\q_{0}\\q_{1}\\q_{2}\\q_{3}\\q_{4}\\\end{bmatrix}}={\begin{bmatrix}4\\2\\4\\3\\3\\1\\3\\\end{bmatrix}}}
右辺の行列の下 (第 {\displaystyle 7} 行) から始まって上に行き，また制約 {\displaystyle e_{2}=1} を考慮して
{\displaystyle Q(a_{i})=3a_{i}^{4}+a_{i}^{3}+3a_{i}^{2}+3a_{i}+4}
{\displaystyle E(a_{i})=a_{i}^{2}+2a_{i}+4}
{\displaystyle Q\left(a_{i}\right)=\left(3a_{i}^{2}+2a_{i}+1\right)E\left(a_{i}\right)} となって割り切れる。
∴ {\displaystyle F\left(a_{i}\right)=3a_{i}^{2}+2a_{i}+1}
{\displaystyle E\left(a_{i}\right)=0} となるのは {\displaystyle a_{2}=1} 及び {\displaystyle a_{5}=4} である。これらを {\displaystyle F\left(a_{i}\right)} に代入して，符号語を {\displaystyle \left\{1,6,3,6,1,2,2\right\}} に訂正する。